# Куцаго (Вербано-Кузио-Осола)
Куцаго је насеље у Италији у округу Вербано-Кузио-Осола, региону Пијемонт.
Према процени из 2011. у насељу је живело 444 становника. Насеље се налази на надморској висини од 223 м.